# Kojszówka (przystanek kolejowy)
Kojszówka – przystanek kolejowy w Kojszówce, w województwie małopolskim, w Polsce. Oddany do użytku w 1987 roku.

## Ruch pasażerski
| Rok  | Wymiana pasażerska na dobę |
| ---- | -------------------------- |
| 2017 | 0-9                        |
| 2022 | 0-9                        |